# 傑里科 (印地安納州克勞福德縣)
傑里科（英語：Jericho）是位於美國印地安納州克勞福德縣的一個非建制地區。該地的面積和人口皆未知。

## 地理
傑里科的座標為38°11′57″N 86°25′28″W / 38.19917°N 86.42444°W，而該地的平均海拔高度為192米（即630英尺）。